# Militaire Inlichtingendienst (Nederland)
De Militaire Inlichtingendienst (MID) was een Nederlandse inlichtingendienst, die onder verantwoordelijkheid van het ministerie van Defensie onderzoek deed naar de veiligheid van de krijgsmacht en die militaire inlichtingen uit en over het buitenland verzamelde. De civiele tegenhanger van de MID was de Binnenlandse Veiligheidsdienst (BVD).
De MID ontstond in 1986 door een fusie van de Landmacht Inlichtingendienst (LAMID) van de Landmacht, de Luchtmacht Inlichtingendienst (LUID), van de Luchtmacht en de Marine Inlichtingendienst (MARID) van de Marine. De MID was gevestigd op het terrein van de Frederikkazerne in Den Haag.
Met de invoering van de Wet op de inlichtingen- en veiligheidsdiensten 2002 werd de MID omgedoopt tot Militaire Inlichtingen- en Veiligheidsdienst (MIVD).

## Voorgeschiedenis

### 1914-1940: GS III
De voorloper van alle Nederlandse inlichtingendiensten is de 3e sectie van de Generale Staf (GS III genoemd), die kort voor de Eerste Wereldoorlog werd opgericht.

Generale Staf III bestond o.a. uit de volgende afdelingen:
- GS IIIA - inlichtingen over het buitenland
- GS IIIB - inlichtingen over het binnenland
- GS IIIC - contraspionage[1]

### 1940-1945
Eind 1941/begin 1942 had de marine een Marine Inlichtingsdienst (MID) die onder deze naam slechts een halfjaar heeft bestaan. Bij de overgang naar het Departement van Oorlog werd de naam Militaire Inlichtingendienst (MID), met behoud van de oorspronkelijke afkorting. Deze dienst werd eind augustus 1944 opgeheven:p43-44.
Medio 1942 was onder het Departement van Oorlog het bureau Militaire Voorbereiding Terugkeer (MVT) opgericht. Dit bureau had zowel een inlichtingen- als een actietaak.

De actietaak sloot aan op die van de Britse sabotagedienst Special Operations Executive (SOE) en werd in maart 1944 overgenomen door het nieuw opgerichte Bureau Bijzondere Opdrachten (BBO):p43-44.

De inlichtingentaak van MVT werd omschreven als “het inwinnen van inlichtingen op alle daarvoor in aanmerking komende wijzen” omtrent “de toestand in Nederland”.

Het bureau MVT werd op 6 september 1944 omgevormd tot het bureau Militair Gezag, dat in maart 1946 werd opgeheven.
In 1942 werd in Australië de Netherlands Forces Intelligence Service (NEFIS) opgericht, die in 1948 zou overgaan in de Centrale Militaire Inlichtingendienst (CMI) in Nederlands-Indië. De CMI werd in 1950 opgeheven na de soevereiniteitsoverdracht.

### 1945-1950: BNV en Afdeling III Inlichtingen
Onder het Militair Gezag, dat evenals het hoofdkwartier van de generale staf werd geleid door luitenant-generaal mr. H.J. Kruis, was het Bureau Nationale Veiligheid (BNV) de centrale veiligheidsinstantie. Ook de screening op politieke betrouwbaarheid van de naar Nederlands-Indië uit te zenden militairen geschiedde door een afdeling van het BNV. Die afdeling functioneerde in feite als militaire veiligheidsdienst en stond onder leiding van een militair.

Toen in maart 1946 het Militair Gezag werd opgeheven kwam het BNV onder verantwoordelijkheid van het Ministerie van Binnenlandse Zaken. Per 31 december 1946 werd het BNV opgeheven. De activiteiten van de BNV werden voortgezet door de civiele Centrale Veiligheidsdienst (CVD), voorloper van de Nederlandse Binnenlandse Veiligheidsdienst (BVD).

De generale staf onder het Militair Gezag kende geen afdeling veiligheid, want daarvoor was het BNV. De generale staf kende alleen een Afdeling III Inlichtingen.:p51 die bestond uit de Afdeling A Buitenland en de Afdeling B Binnenland. In 1948 werd de afdeling omgedoopt in “Sectie G3 Inlichtingen”. De Generale Staf van de Landmacht kende eind 1946 de Hoofdafdelingen IIIa (verwerking van inlichtingen) en IIIb (beveiliging) en vanaf mei 1946 IIIc. IIIc had 2 onderafdelingen: Afdeling 1 (Operatie), die inlichtingen in het buitenland zou moeten inwinnen, onder meer door het uitzenden van agenten, en Afdeling 2 (Voorbereiding), die een 'stay behind'-organisatie zou moeten opzetten met het oog op een eventuele bezetting. Uit de Afdeling 2 zou de organisatie voortkomen die in de volksmond zou worden aangeduid als “Gladio”.:p5

Deze afdeling IIIc werd in 1948 omgedoopt in "Sectie G7 Algemene Zaken" en op 1 juli 1949 in "Sectie Algemene Zaken" (SAZ).

### 1950-1986

#### BI en Stafsectie 2
Bij de marinestaf stelde Minister van Marine op 27 november 1945 een Bureau Inlichtingen in.:p46 De naam “Bureau Inlichtingen” werd in december 1978 gewijzigd in “Afdeling inlichtingen en veiligheid” en in 1988 in “Afdeling Inlichtingen”. Deze had dezelfde rol als de Stafsecties 2 bij Landmacht en Luchtmacht eenheden.

Vanaf ca. 1949 nam de Koninklijke Landmacht de organisatie over van de Amerikaanse leger, en kreeg iedere eenheid van bataljonsniveau en hoger een staf met de secties S1 t/m S4. Stafsectie 2 (inlichtingen en veiligheid) waardoor iedere commandant zijn eigen “inlichtingendienst” had. Op bataljonsniveau bestaat de Sectie 2 net als de andere secties slechts uit enkele militairen, maar hoe hoger het organisatieniveau, hoe groter de Sectie 2 en de andere secties.

#### MID/LAMID, MARID en LUID
Op 9 augustus 1949 werd bij de Marine de Marine Inlichtingendienst (MARID) en bij de Landmacht de Militaire Inlichtingendienst (MID) opgericht. Omdat de diensten van de Koninklijke Luchtmacht en de Koninklijke Marine óók militaire inlichtingendiensten waren, werd de naam MID op 1 september 1972 gewijzigd in Landmacht Inlichtingendienst (LAMID). Op 25 augustus 1951 werd de Luchtmacht Inlichtingendienst (LUID) opgericht.
De LAMID, LUID en MARID vielen onder het Ministerie van Defensie. Het hoofd van deze diensten was tevens het hoofd van de Stafsectie 2 (Inlichtingen en Veiligheid) bij de Landmachtstaf en Luchtmachtstaf resp. van Bureau Inlichtingen van de Marinestaf. Veel medewerkers werkten zowel voor de inlichtingendienst als voor de stafsectie Inlichtingen en Veiligheid.

### 1986: centralisatie
In 1986 startte een centralisatieoperatie die tot doel had om de inlichtingendiensten van de drie krijgmachtdelen samen te voegen en waardoor ze efficiënter zouden kunnen werken en hoogwaardiger inlichtingen zouden afleveren. Het resultaat was een fusie van de afzonderlijke diensten tot de Militaire Inlichtingendienst (MID).
De nieuwe MID was initieel vooral een koepel boven de MARID, LAMID en LUID die van naam veranderden en resp. MID/KM, MID/KL en MID/KLu werden. Wel werden er daarnaast twee gezamenlijke afdelingen opgericht, de Afdeling Inlichtingen en de Afdeling Contra-Inlichtingen en Veiligheid die grotendeels gevuld werden met personeel uit de drie diensten van de krijgsmachtdelen. De leiding en centrale afdelingen van de MID omvatten in 1989 ongeveer 60 personen.
De met de uitvoering van de contra-inlichtingen (CI)-activiteiten belaste eenheden (de bureaus Cl-Operatiën en de Cl-detachementen) werden (vooralsnog) niet ingebed in de centrale organisatie, maar bleven per krijgsmachtdeel (MID/KM, MID/KL en MID/KLu) georganiseerd.:p96
Medio 1996 werden de functies van Hoofd Stafsectie 2 (Inlichtingen en Veiligheid) en Hoofd LAMID/LUID/MARID losgekoppeld, en kwamen de bij de krijgsmachtdelen ingedeelde MID afdelingen onder de eenhoofdige leiding van het Hoofd MID (HMID).:p100
In totaal telde de MID in 1992 ca. 450 medewerkers, inclusief MID/KL, MID/KLu en MID/KM. In de loop van van 1997 liep dit aantal op tot 849.:p100

## Organisatie
De MID was een 'Bijzondere Organisatie Eenheid' (BOE) van het Ministerie van Defensie en ressorteerde tot ca. 1993 administratief onder de Defensiestaf. Vanaf ca. 1993 viel de MID rechtstreeks onder de Secretaris-generaal van het Ministerie van Defensie en is verantwoordelijk aan de Minister van Defensie.

### Dienstleiding
De leiding van de MID was in handen van het Hoofd MID (HMID) die werd bijgestaan door een plaatsvervangend hoofd. Vanaf 1 augustust 1999 werd het hoofd MID “directeur MID” (DMID) genoemd. Deze werd bijgestaan door een Chef Staf, tevens plaatsvervangend Hoofd MID (PHMID). Bij afwezigheid van HMID was deze in alle aangelegenheden diens vervanger.
Het PHMID was belast met de coördinatie en voorbereiding van de strategische besluitvorming van de dienst, de bewaking op hoofdlijnen van het uitvoeringsbeleid en met de coördinatie en sturing van de centrale processen en taken.
De hoofden van de MID waren:

### Afdelingen
De Militaire Inlichtingendienst kende de volgende afdelingen:
De Afdeling Inlichtingen en de Bureaus Inlichtingen van de MID afdelingen van de krijgsmachtdelen (MID/KL, MID/KM en MID/KLu). Deze afdelingen vervaardigden inlichtingenproducten met betrekking tot regio's waarvan de politieke en economische stabiliteit niet bij voorbaat was gegarandeerd, zoals het Midden-Oosten, de voormalige Sovjet-Unie en centraal Afrika. Daarbij nam de Afdeling Inlichtingen de rapportage op politiek, economisch en strategisch terrein voor zijn rekening, terwijl de Bureaus Inlichtingen van de krijgsmachtdelen (MID/KL, MID/KM en MID/KLu) inlichtingen produceerden op technisch, tactisch en operationeel gebied.
De Afdeling Contra-Inlichtingen en Veiligheid (ACIV) en de Bureaus Veiligheid van de MID afdelingen van de krijgsmachtdelen (MID/KL, MID/KM en MID/KLu).:p106 De taak van deze afdelingen was “het nemen van defensieve en offensieve maatregelen ter beveiliging van inlichtingen, personeel en materiaal tegen activiteiten zoals spionage, sabotage, terrorisme, propaganda, het omverwerpen van het gezag en andere subversieve activiteiten van een vijand of van (groepen van) personen van wie bekend is of redelijkerwijs kan worden vermoed dat hun activiteit strijdig is met het nationaal belang”. Vaak werden zulke bezigheden ontwikkeld in of bij regio’s waar militairen (konden) worden ingezet. Genoemde activiteiten vormden een bedreiging voor de veiligheid en de paraatheid van de eigen strijdkrachten.
De Afdeling Operaties. Deze afdeling was belast met het rekruteren en begeleiden ('runnen') van informanten en agenten. De afdeling was ontstaan uit samenvoeging van de Cl-elementen van voornamelijk de voormalige LAMID en LUID. Aanvankelijk beperkte de afdeling zich dan ook tot contra-inlichtingenoperaties. Na de opheffing van de Inlichtingendienst Buitenland (IDB) per l januari 1994 is de afdeling een eigen bijdrage gaan leveren aan het dichten van het door de IDB achtergelaten 'gat'. Vanaf medio 1996 was de taakstelling van het bureau “het uitvoeren van humint-operaties op het gebied van contra-inlichtingen en inlichtingen”.
De Afdeling Verbindingsinlichtingen (AVI). Deze afdeling ontstond medio 1996 uit samenvoeging van het Technisch Informatieverwerkings Centrum (TIVC) van de marine en de tactische peil- en interceptie-eenheden van de landmacht en luchtmacht, respectievelijk 898 Verbindingsbataljon en delen van de 1e Luchtmacht Verbindingsgroep (1 LVG). Na de samenvoeging bestond de afdeling uit een staf in Den Haag, het Strategisch Verbindingsinlichtingen Centrum (SVIC) te Amsterdam en het Operationeel Verbindingsinlichtingencentrum (OVIC) te Eibergen.:p104

## Taken
De centrale taken van de MID voor Landmacht, Luchtmacht en Marine samen bestonden uit beleidsvoorbereiding en coördinatie op gebied van:
- Militair-politieke inlichtingen
- Militair-economische inlichtingen
- Militair-strategische inlichtingen
- Contra-inlichtingen (CI)[1] of Militaire veiligheid
  - Defensieve CI
    - het treffen van preventieve veiligheidsmaatregelen om de militaire organisatie te beschermen tegen subversieve activiteiten
    - het treffen van maatregelen om personeel bewust te maken van subversieve activiteiten

  - Offensieve CI
    - het tijdig onderkennen van subversieve activiteiten
    - het instellen van onderzoeken naar de achtergrond van geconstateerde of vermoede inbreuken op defensieve veiligheidsmaatregelen
    - het verzamelen van inlichtingen over zaken en/of personen waarvan bekend is of vermoed wordt dat zij een gevaar voor de militaire veiligheid (kunnen) opleveren
- Industrieveiligheid; de bescherming van geheimen en projecten bij de wapenindustrie
- Administratieve veiligheidsonderzoeken, ca. 73.000 per jaar in de krijgsmacht zelf en daarnaast nog strategische functies in het bedrijfsleven
- Registratie van persoonsgegevens, met behulp van een centrale computer.

Het verkrijgen van militaire inlichtingen was een taak van de MID afdelingen van de krijgsmachtdelen (MID/KL, MID/KM en MID/KLu). Relevante informatie omvatte:
- organisatie
- slagorde (waar bevinden zich de vijandelijke onderdelen, wat is hun sterkte, zowel in vredes- als in oorlogstijd)
- (uiterlijke) kenmerken; waaraan zijn eenheden en materieel te herkennen
- persoonsgegevens, vooral van hoge officieren
- opleidingsgegevens en paraatheid
- kenmerken, mogelijkheden en beperkingen van wapens en uitrusting
- mobilisatieplannen
- bijzonderheden over geografie, klimaat, verdedigingswerken, vliegvelden, havens, verbindingen, voorkomende ziektes enz.

## Samenwerking
De MID onderhield nationaal en internationaal relatienetwerken, zowel multilateraal als bilateraal. Op nationaal niveau werkte de dienst - operationeel en anderszins - in de eerste plaats samen met de Binnenlandse Veiligheidsdienst (BVD), die na de opheffing van de Inlichtingendienst Buitenland (IDB) evenals de MID zelf het 'IDB-gat' op enkele terreinen was gaan opvullen. Samen met de BVD ontplooide de MID bijvoorbeeld activiteiten op het gebied van het tegengaan van de proliferatie van massavernietigingswapens.
Daarnaast werkte de MID samen met (onderdelen van) de ministeries van Buitenlandse Zaken, Economische Zaken en Financiën. Dat betrof dan samenwerking op terreinen waar Defensie en genoemde ministeries gezamenlijke belangen hadden, zoals het verrichten van landenstudies, de controle op de uitvoer van strategisch militair materieel en op de uit- en doorvoer van componenten voor de vervaardiging van biologische en chemische wapens (zogenaamde 'dual use' goederen).
In Koninkrijksverband werkte de MID samen met de Veiligheidsdienst Nederlandse Antillen en de Veiligheidsdienst Aruba.